# مدیر پنجره

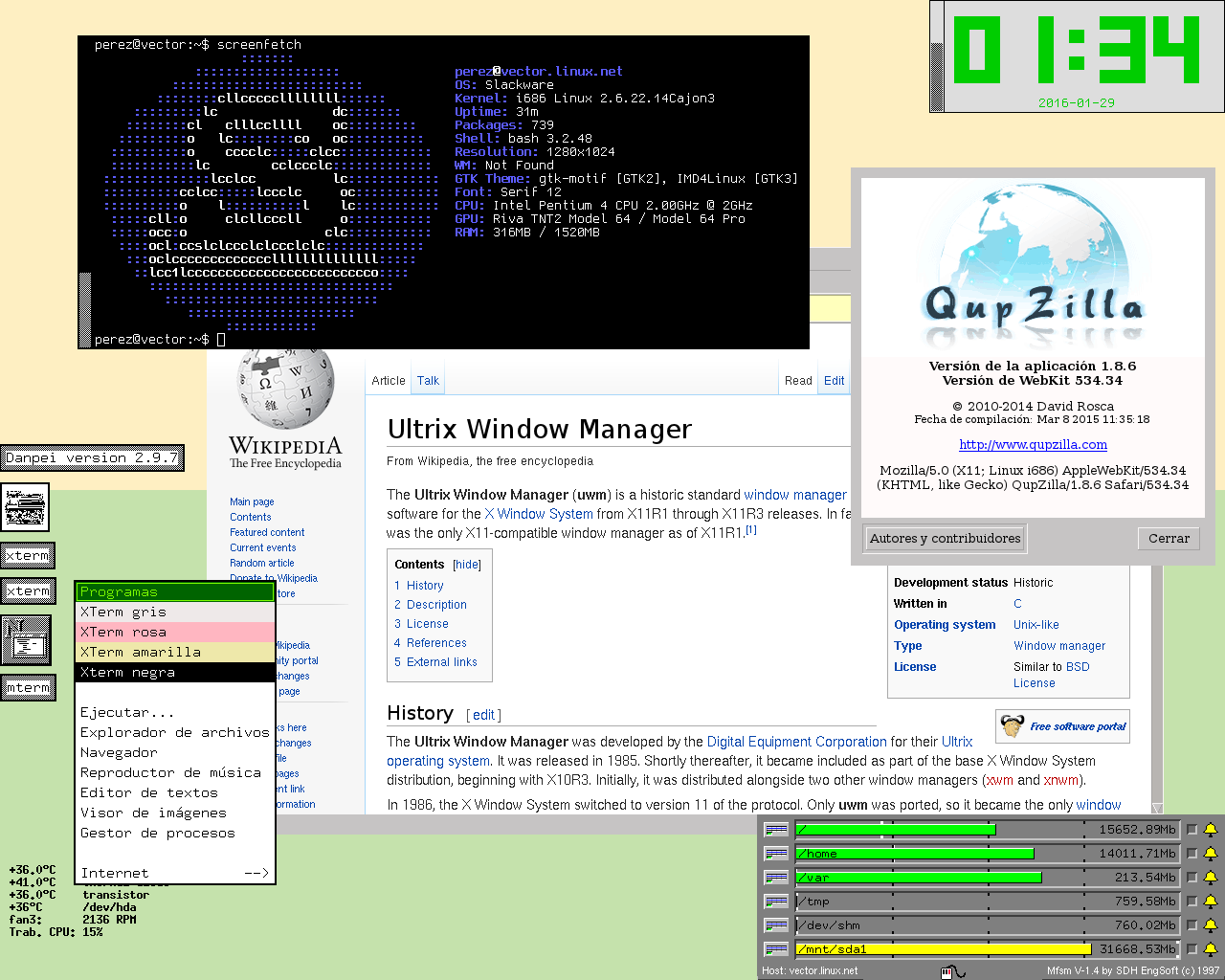
مدیر پنجره UWM، در سیستم عامل وکتور لینوکس

مدیر پنجره (به انگلیسی: Window manager) نرم‌افزار سیستمی می‌باشد که وظیفه کنترل ظاهر و مکان پنجره‌های سامانه پنجره ای را در واسط گرافیکی کاربر بر عهده دارد. اغلب مدیر پنجره‌ها به منظور کمک برای ساخت محیط میزکار طراحی شده‌اند. مدیر پنجره در ادامه رابط‌های گرافیکی سطح پایین‌تر خود فعالیت می‌کند و ملزومات پشتیبانی از سخت افزارهای گرافیکی مانند وسایل اشاره‌ای مثلاً موشواره و صفحه کلید را فراهم میاورد و برای ساخت و نوشتن این ملزومات از ابزار ویجت بهره می‌برد.
تعداد کمی از مدیر پنجره‌ها هستند که به منظور نمایش تمایز بین مدیر پنجره و سامانه پنجره‌ای طراحی شده‌اند. همه واسط‌های گرافیکی کاربر که بر مبنای windows metaphor ساخته شده‌اند از نوعی مدیر پنجره نیز بهره می‌برند. در عمل، این قابلیت‌ها عناصر گوناگونی دارد. عناصر مرتبط با مدیر پنجره، به کاربر اجازه می‌دهند تا پنجره‌ها را باز کند، ببندد، کوچک کند، بزرگ کند، تغیر اندازه دهد یا پنجره‌های در حال اجرا را تزیین کند. اغلب مدیر پنجره‌ها با برنامه‌ها و ویژگی‌های سود مندی از قبیل داک ها (به انگلیسی: dock)، نوار وظیفه ها، اجراکننده‌های برنامه (به انگلیسی: program launcher)، آیکن‌های میزکار و کاغذ دیواری ها (به انگلیسی: Wallpaper) ارائه می‌شوند.